# Villa Hidalgo, Jalisco
Villa Hidalgo là một đô thị thuộc bang Jalisco, México. Năm 2005, dân số của đô thị này là 17291 người.